# Formación Oldman

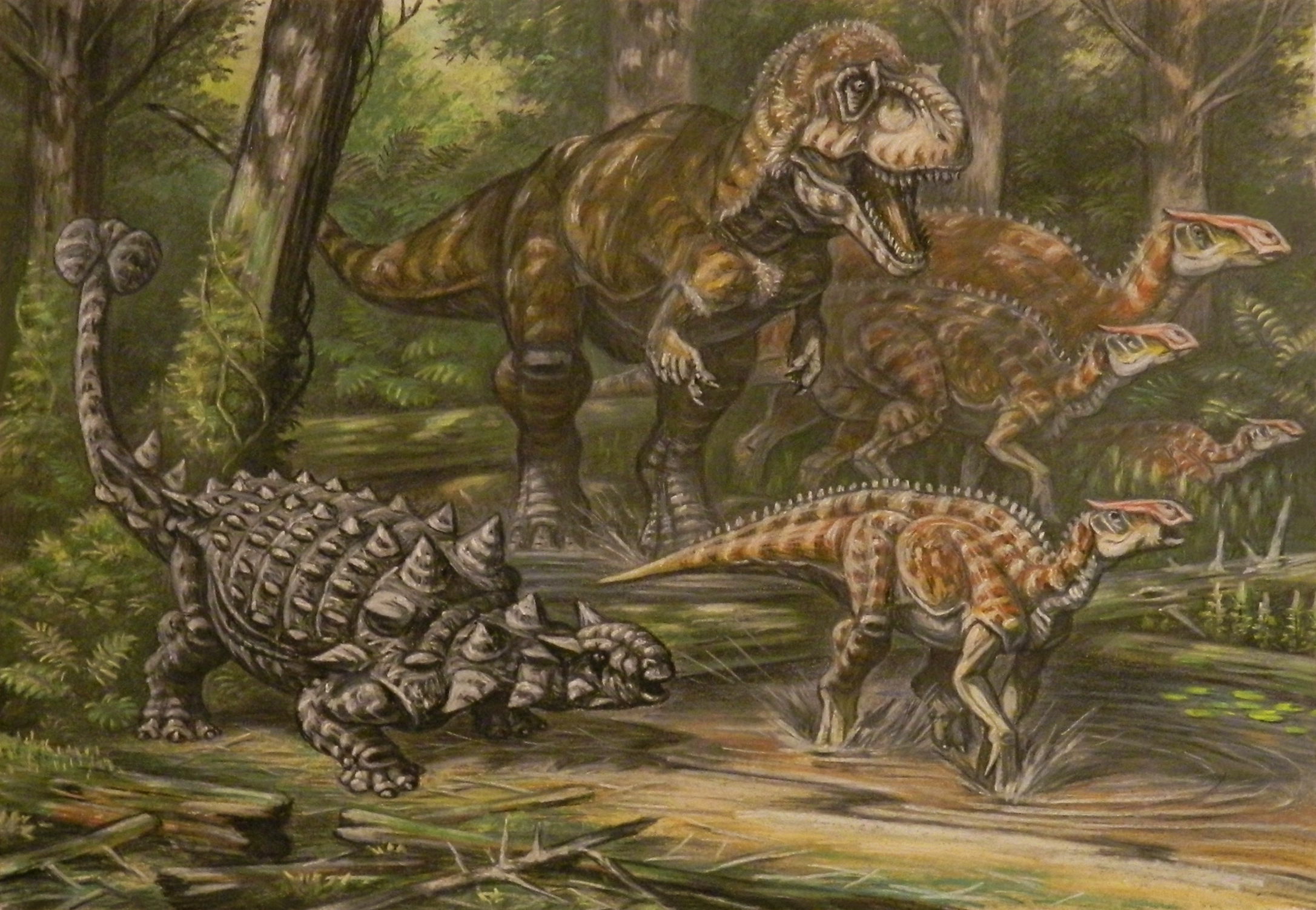
Ilustración de la reconstrucción del ecosistema de Formación Oldman: Daspletosaurus, Brachylophosaurus y Scolosaurus.

La Formación Oldman, es una formación geológica del Grupo Río Judith datada alrededor de 83 a 70 millones de años atrás entre el Campaniense y principio del Maastrichtiense durante el Cretácico superior de Alberta Canadá. La litografía está compuesta de lutolita, roca sedimentaria y piedra arenisca. Se caracteriza por presentar ciclos de depósitos repetidos que indican una dominación terreno aluvial. Se la divide en un miembro superior, uno medio y uno inferior.

## Paleofauna

### Bivalvos
- Bivalvia
  - Veneroida
    - Pisidiidae
      - Pisidiidae indet.

  - Unionoida
    - Unionidae
      - Unionidae indet.

### Gastrópodos
- Gastropoda
  - Gastropoda indet.

### Peces
- Chondrichthyes
  - Lamniformes
    - Anacoracidae
      - Myledaphus bipartitus
- Osteichthyes
  - Aspidorhynchiformes
    - Aspidorhynchidae
      - Belonostomus longirostris

  - Lepisosteiformes
    - Lepisosteidae
      - Lepisosteus occidentalis

  - Amiiformes
    - Amiidae
      - Amiidae indet.
      - Kindleia sp.

  - Teleostei
    - Teleostei indet.
    - Albulidae
      - Coriops amnicolus

    - Phyllodontidae
      - Paralbula casei
      - Phyllodontinae indet.
      - Phyllodontinae indet.

    - Esociformes
      - Estesesox foxi

    - Acipenseriformes 
      - Acipenseridae indet.

### Anfibios
- Amphibia
  - Batrachia
    - Anura
      - Anura indet.

  - Caudata
    - Scapherpetontidae
      - Scapherpeton tectum

    - Batrachosauridae
      - Opisthotriton kayi

  - Allocaudata
    - Albanerpetontidae
      - Albanerpeton sp.

### Reptiles
- Anapsida
  - Testudines
    - Trionychidae
      - Trionychidae indet.
      - Aspideretes sp.
      - Adocus sp
      - Basilemys sp

    - Baenidae
      - Baenidae indet.
      - Plesiobaena antiqua

    - Chelydridae
      - Chelydridae indet.
- Lepidosauromorpha
  - Squamata
    - Teiidae
      - Leptochamops sp.
      - Socognathus unicuspis

    - Necrosauridae
      - Colpodontosaurus cracens

    - Helodermatidae
      - Helodermatidae indet.
      - Paraderma bogerti

    - Varanidae
      - Palaeosaniwa canadensis

    - Lacertilia
      - Lacertilia indet

    - Xenosauridae
      - Xenosauridae indet.
- Archosauromorpha
  - Choristodera
    - Champsosauridae
      - Champsosaurus sp.
      - Champsosaurus natator

  - Crocodylia
    - Alligatoridae
      - Leidyosuchus canadensis
      - Leidyosuchus sp.
      - Alligatorinae indet.

### Dinosaurios
- Theropoda
  - Coelurosauria
    - Dromaeosauridae
      - Dromaeosaurus albertensis
      - Ricardoestesia gilmorei
      - Ricardoestesia isósceles
      - Saurornitholestes langstoni 

    - Troodontidae
      - Troodon formosus
      - Paronychodon lacustris 

    - Ornithomimidae
      - Dromiceiomimus samueli
      - Struthiomimus altus 

    - Caenagnathidae
      -  Chirostenotes pergracilis 

    - Tyrannosauridae
      - Daspletosaurus torosus
      - Gorgosaurus libratus
- Ornithopoda
  - Hypsilophodontidae
    - Thescelosaurinae
      - Thescelosaurus neglectus

  - Hadrosauridae
    - Lambeosaurinae
      - Corythosaurus casuarius
      - Hypacrosaurus stebingeri
      - Lambeosaurus magnicristatus
      - Parasaurolophus walkeri

    - Hadrosaurinae
      - Gryposaurus incurvimanus
      - Gryposaurus notabilis
      - Prosaurolophus maximus
- Marginocephalia
  - Pachycephalosauria
    - Pachycephalosauridae
      - Pachycephalosauridae indet.

  - Ceratopsia
    - Ceratopsidae
      - Albertaceratops nesmoi
      - Anchiceratops sp.
      - Centrosaurus apertus
      - Centrosaurus brinkmani
      - Chasmosaurus brevirostris
      - Chasmosaurus russelli
- Thyreophora
  - Ankylosauria
    - Ankylosauridae
      - Dyoplosaurus acutosquameus
      - Euoplocephalus tutus

    - Nodosauridae
      - Nodosauridae indet.

### Aves
- Aves
  - Aves indet

### Mamíferos
- Allotheria
  - Multituberculata
    - Cimexomys sp.
    - Multituberculata indet.
    - Neoplagiaulacidae
      - Mesodma antiqua
      - Mesodma primaeva
      - Ptilodus primaevus

    - Cimolomyidae
      - Cimolomys clarki
      - Meniscoessus intermedius
      - Meniscoessus major
- Theria
  - Theria indet.
  - Metatheria
    - Metatheria indet.
    - Marsupialia indet.
    - Stagodontidae
      - Eodelphis cutleri
      - Eodelphis browni

    - Alphadontidae
      - Alphadon praesagus
      - Turgidodon russelli

    - Pediomyidae
      - Pediomys clemensi
      - Pediomys elegans
      - Pediomys hatcheri
      - Leptalestes prokrejcii

    - Peradectidae
      - Peradectidae indet.

  - Eutheria
    - Eutheria indet.
    - Insectivora
      - Gypsonictops lewisi
      - Paranyctoides sternbergi